# Candó
Candó es una telenovela colombiana de 102 capítulos realizada por FGA Televisión para el Canal Nacional en 1969, la cual fue protagonizada por Judy Henríquez y Julio César Luna. Fue escrita por Bernardo Romero Pereiro, musicalizada por Francisco Zumaqué, producida por Hernán Villa y dirigida por Luis Eduardo Gutiérrez.
La trama se desarrolla en el -ficticio- pueblo de Candó, ubicado en el departamento del Chocó, y mostraba el drama social y político en torno a la explotación de la madera y el reciente descubrimiento de minas de oro en ese lugar, en medio de un doble triángulo amoroso.
Esta telenovela costumbrista, considerada hoy en día como un clásico del género en Colombia, se caracterizó también por ser la primera que contó en su reparto con una artista de color: Leonor González Mina, "La Negra Grande de Colombia".
El éxito de Candó fue tal que, además de ser considerada como la gran telenovela de 1969, también fue lanzada como una fotonovela editada por la revista Cromos.

## Reparto
- Judy Henríquez
- Julio César Luna
- Ramiro Corzo
- Álvaro Ruiz
- Alcira Rodríguez
- Leonor González Mina
- Bernardo Romero Lozano
- Santiago Caicedo
- Fabiano
- Henry Castro
- Jenny Mena
- Hugo Pérez
- Vicky Codina
- Darío Valdivieso
- Luis Fernando Orozco
- Ana Mojica
- Stephan Proaño
- Maruja Toro
- Dora Cadavid
- Alí Humar
- Chela Arias
- Julio Cerama
- Ugo Armando
- Felipe González
- Alma Nury